# Silene sisianica
Silene sisianica är en nejlikväxtart som beskrevs av Pierre Edmond Boissier och Buhse. Silene sisianica ingår i släktet glimmar, och familjen nejlikväxter. Inga underarter finns listade i Catalogue of Life.